# Максимилиан Эмануэль Вюртемберг-Виннентальский
Максимилиан Эмануэль Вюртемберг-Виннентальский (нем. Maximilian Emanuel von Württemberg-Winnental; 27 февраля 1689, Штутгарт — 25 сентября 1709, Дубно) — принц Вюртемберг-Виннентальский, близкий друг короля Швеции Карла XII, спасший ему жизнь.

## Биография
Максимилиан Эмануэль родился в семье герцога Фридриха Карла Вюртемберг-Виннентальского и его супруги Элеоноры Юлианы Бранденбург-Ансбахской. Учился в Тюбингене и Женеве. В 14 лет принц покинул родительский двор, поступив на службу в армию Карла XII, который с 1703 года воевал в Польше. В армии вскоре получил известность как «маленький принц» (lillprinsen). Первым сражением для Максимилиана Эмануэля стала битва при Пултуске 21 апреля 1703 года. Принц участвовал в захвате Торна, Эльбинга, одним из первых вступил во Львов. Отличался храбростью и часто рисковал жизнью. Участвовал в походах в Литве, Полесье, Волыни и Саксонии. Во время похода при переходе реки спас жизнь тонувшему Карлу XII и стал другом шведского короля на всю жизнь. После Альтранштедтского мира 1706 года Максимилиан Эмануэль вернулся в 1707 году на пять недель в Штутгарт, а затем присоединился к кампании Карла XII, выступившего против России.
18 июня 1708 года принц Максимилиан Эмануэль получил огнестрельное ранение при переходе Березины. С незажившей раной сражался в битве при Головчине 4 июля 1708 года. Позднее получил звание полковника Сконского драгунского полка.
В Полтавской битве принц Вюртемберг-Виннентальский сражался в коннице на левом фланге, попал в окружение и после капитуляции шведов оказался в плену. Пётр I милостиво обошёлся с вюртембергским принцем, которого вскоре отпустили на свободу. Принц Максимилиан Эмануэль умер от горячки в Дубно по дороге на родину в Вюртемберг. Король Карл XII сожалел о потере доброго друга. Поначалу принц Максимилиан Эмануэль был похоронен в Кракове, затем его останки были перевезены в церковь в Бычине в Верхней Силезии.